# Gran Premio d'Austria 1981
Il Gran Premio d'Austria 1981 è stata l'undicesima prova della stagione 1981 del Campionato mondiale di Formula 1. Si è corsa domenica 16 agosto 1981 sull'Österreichring. La gara è stata vinta dal francese Jacques Laffite su Ligier-Matra; per il vincitore si trattò del quinto successo nel mondiale. Ha preceduto sul traguardo il connazionale René Arnoux su Renault e il brasiliano Nelson Piquet su Brabham-Ford Cosworth.

## Vigilia

### Sviluppi futuri
La FISA e la FOCA decisero di accettare la proposta di far disputare il quindicesimo, e ultimo, gran premio della stagione, in un circuito allestito nei pressi dell'Hotel Caesars Palace di Las Vegas, che aveva sborsato 8 milioni di dollari per ottenere l'organizzazione della corsa. Il tracciato, molto tortuoso e di fatto creato all'interno del parcheggio dell'albergo, venne pesantemente criticato dai piloti. Mario Andretti, pilota dell'Alfa Romeo, lo definì una pista per i go-kart, e ne stigmatizzò la poca sicurezza per gli spettatori.
La Lotus annunciò di aver rinnovato l'accordo coi piloti Elio De Angelis e Nigel Mansell anche per la stagione 1982. Il pilota romano però negò che fosse stato firmato questo prolungamento di contratto.

### Aspetti tecnici
L'Alfa Romeo annunciò la presenza di una nuova versione della 179, la F; essa si ispirava alle forme della Lotus 87, in merito alla rastrematura dalle pance laterali. La casa milanese non presentò per la vettura, non ancora pronta, ma ingaggiò, nel frattempo, il tecnico francese Gérard Ducarouge, in arrivo dalla Ligier.

### Aspetti sportivi
Il Gran Premio d'Austria fu in dubbio sia per le non perfette condizioni di sicurezza della pista sia per le difficoltà per gli organizzatori che venivano penalizzati anche dall'assenza di piloti locali o tedeschi.
La Toleman tentò, senza successo, di convincere Niki Lauda a tornare a correre, offrendo una propria vettura, nel suo gran premio di casa. Al gran premio non partecipò la Fittipaldi: la scuderia brasiliana lamentava l'indisponibilità di motori e si trovava in una cattiva situazione finanziaria.

## Qualifiche

### Resoconto
L'altitudine in cui si trova il tracciato favoriva le vetture dotate di motore turbo. Il più rapido del venerdì fu René Arnoux con 1'32"68. A seguire vi era il suo compagno di scuderia, Alain Prost e un altro pilota che disponeva di una vettura con motore sovralimentato: Gilles Villeneuve. Carlos Reutemann era quarto, il primo dei piloti con motore a pressione atmosferica (staccato di due secondi e mezzo dal tempo di Arnoux), mentre Nelson Piquet aveva chiuso sesto. Le gomme da tempo portare dalla Goodyear (che riforniva sia la Williams che la Brabham) si erano dimostrate poco competitive tanto che i piloti di queste scuderie dovettere affrontare le qualifiche con gomme da gara.
Arnoux aveva toccato i 314 km/h, circa venti in più di quanto raggiunto dalla vetture spinte con motore Ford Cosworth. In mattinata Didier Pironi uscì alla Hella-Licht S, danneggiando la parte anteriore della monoposto.
I primi tre si confermarono anche nella giornata del sabato. Arnoux scese a 1'32"018, conquistando così l'ottava pole position in carriera nel mondiale, seguito da Prost e Villeneuve. A completare la seconda fila fu ancora un francese, Jacques Laffite, mentre le Williams furono relegate in terza fila. La sessione fu interrotta per mezz'ora a causa della presenza sul circuito di alcuni cervi apparsi dalle vicine foreste. Marc Surer, penalizzato da una costola fratturata da un incidente nel precedente GP di Germania, riuscì a qualificarsi per la gara anche se sulla sua vettura si era verificato un principio d'incendio ai box.

### Risultati
I risultati delle qualifiche furono i seguenti:
| Pos | Nº | Pilota             | Costruttore            | Tempo    | Griglia |
| --- | -- | ------------------ | ---------------------- | -------- | ------- |
| 1   | 16 | René Arnoux        | Renault                | 1'32"018 | 1       |
| 2   | 15 | Alain Prost        | Renault                | 1'32"321 | 2       |
| 3   | 27 | Gilles Villeneuve  | Ferrari                | 1'33"334 | 3       |
| 4   | 26 | Jacques Laffite    | Ligier-Matra           | 1'34"398 | 4       |
| 5   | 2  | Carlos Reutemann   | Williams-Ford Cosworth | 1'34"531 | 5       |
| 6   | 1  | Alan Jones         | Williams-Ford Cosworth | 1'34"654 | 6       |
| 7   | 5  | Nelson Piquet      | Brabham-Ford Cosworth  | 1'34"871 | 7       |
| 8   | 28 | Didier Pironi      | Ferrari                | 1'35"037 | 8       |
| 9   | 12 | Elio De Angelis    | Lotus-Ford Cosworth    | 1'35"294 | 9       |
| 10  | 29 | Riccardo Patrese   | Arrows-Ford Cosworth   | 1'35"442 | 10      |
| 11  | 11 | Nigel Mansell      | Lotus-Ford Cosworth    | 1'35"569 | 11      |
| 12  | 7  | John Watson        | McLaren-Ford Cosworth  | 1'35"977 | 12      |
| 13  | 22 | Mario Andretti     | Alfa Romeo             | 1'36"079 | 13      |
| 14  | 32 | Jean-Pierre Jarier | Osella-Ford Cosworth   | 1'36"117 | 14      |
| 15  | 6  | Héctor Rebaque     | Brabham-Ford Cosworth  | 1'36"150 | 15      |
| 16  | 23 | Bruno Giacomelli   | Alfa Romeo             | 1'36"216 | 16      |
| 17  | 25 | Patrick Tambay     | Ligier-Matra           | 1'36"233 | 17      |
| 18  | 8  | Andrea De Cesaris  | McLaren-Ford Cosworth  | 1'36"657 | 18      |
| 19  | 17 | Derek Daly         | March-Ford Cosworth    | 1'37"230 | 19      |
| 20  | 14 | Eliseo Salazar     | Ensign-Ford Cosworth   | 1'37"631 | 20      |
| 21  | 9  | Slim Borgudd       | ATS-Ford Cosworth      | 1'37"709 | 21      |
| 22  | 4  | Michele Alboreto   | Tyrrell-Ford Cosworth  | 1'38"084 | 22      |
| 23  | 33 | Marc Surer         | Theodore-Ford Cosworth | 1'38"522 | 23      |
| 24  | 30 | Siegfried Stohr    | Arrows-Ford Cosworth   | 1'38"546 | 24      |
| NQ  | 3  | Eddie Cheever      | Tyrrell-Ford Cosworth  | 1'38"583 | NQ      |
| NQ  | 36 | Derek Warwick      | Toleman-Hart           | 1'38"593 | NQ      |
| NQ  | 35 | Brian Henton       | Toleman-Hart           | 1'38"691 | NQ      |
| NQ  | 31 | Beppe Gabbiani     | Osella-Ford Cosworth   | 1'41"189 | NQ      |

## Gara

### Resoconto
Gilles Villeneuve scattò subito al comando grazie alle gomme morbide e infilò le due Renault, partite dalla prima fila; quarto era Laffite davanti all'altro ferrarista Didier Pironi; seguivano poi Carlos Reutemann, Nelson Piquet e Alan Jones. Già nel corso del primo giro Pironi passò Laffite.
Al secondo giro Prost attaccò Villeneuve alla Hella Licht, il canadese andò lungo, nel tentativo di resistere al transalpino, e finì nella via di fuga, rientrando in pista sesto; dietro lo imitò Reutemann, che venne passato da Piquet e da Jones. Il ferrarista nei giri successivi perse posizioni a favore del duo della Williams e, poco dopo, anche da Riccardo Patrese.
Dopo sei giri Piquet passò Laffite, urtò però un cordolo, danneggiando una minigonna, e poco dopo venne ripassato da Laffite, che sfruttò l'incapacità del brasiliano di sorpassare Pironi, che fungeva da "tappo". Il francese della Ferrari subiva dei problemi che gli pneumatici che gli fecero presto perdere diverse posizioni; inoltre aveva dei dolori alla schiena.
Al decimo giro la classifica vedeva così sempre in testa il duo della Renault Prost-Arnoux, seguito da Jacques Laffite, Nelson Piquet e dall'altro duo della Williams Jones-Reutemann; Pironi era ora solo settimo. Due giri dopo Villeneuve si ritirò per un'uscita di pista.
Al giro 27 finì anche la gara del battistrada Alain Prost che fu costretto all'abbandono con una sospensione fuori uso. Entrava nella zona punti John Watson, autore di un bel recupero, favorito anche dal ritiro di Nigel Mansell.
Al trentasettesimo passaggio Bruno Giacomelli, nelle retrovie, fu costretto al ritiro con la vettura in fiamme. Al giro 39 Laffite passò a condurre, infilando Arnoux alla curva  Texaco, sfruttando dei doppiaggi. Negli ultimi giri furono diversi gli abbandoni nelle posizioni di metà classifica per problemi tecnici.
Jacques Laffite vinse così la prima gara dell'anno (quinta in carriera), riportando al trionfo il motore Matra dopo quattro anni (ultima affermazione nel Gran Premio di Svezia 1977 sempre con Laffite al volante), e tornando così in lotta per il titolo mondiale. Arnoux fu secondo, terzo Piquet che negli ultimi giri era riuscito a contenere Jones. A punti anche Reutemann e Watson, unici altri piloti a pieni giri.

### Risultati
I risultati del gran premio furono i seguenti:
| Pos | No | Pilota             | Costruttore              | Giri | Tempo/Ritiro        | Pos. Griglia | Punti |
| --- | -- | ------------------ | ------------------------ | ---- | ------------------- | ------------ | ----- |
| 1   | 26 | Jacques Laffite    | Ligier-Matra             | 53   | 1h27'36"47          | 4            | 9     |
| 2   | 16 | René Arnoux        | Renault                  | 53   | + 5"17              | 1            | 6     |
| 3   | 5  | Nelson Piquet      | Brabham-Ford Cosworth    | 53   | + 7"34              | 7            | 4     |
| 4   | 1  | Alan Jones         | Williams-Ford Cosworth   | 53   | + 12"04             | 6            | 3     |
| 5   | 2  | Carlos Reutemann   | Williams-Ford Cosworth   | 53   | + 31"85             | 5            | 2     |
| 6   | 7  | John Watson        | McLaren-Ford Cosworth    | 53   | + 1'31"14           | 12           | 1     |
| 7   | 11 | Elio De Angelis    | Lotus-Ford Cosworth      | 52   | +1 giro             | 9            |       |
| 8   | 8  | Andrea De Cesaris  | McLaren-Ford Cosworth    | 52   | +1 giro             | 18           |       |
| 9   | 28 | Didier Pironi      | Ferrari                  | 52   | +1 giro             | 8            |       |
| 10  | 32 | Jean-Pierre Jarier | Osella-Ford Cosworth     | 51   | +2 giri             | 14           |       |
| 11  | 17 | Derek Daly         | March-Ford Cosworth      | 47   | +6 giri             | 19           |       |
| Rit | 22 | Mario Andretti     | Alfa Romeo               | 46   | Motore              | 13           |       |
| Rit | 9  | Slim Borgudd       | ATS-Ford Cosworth        | 44   | Freni               | 21           |       |
| Rit | 29 | Riccardo Patrese   | Arrows-Ford Cosworth     | 43   | Motore              | 10           |       |
| Rit | 14 | Eliseo Salazar     | Ensign-Ford Cosworth     | 43   | Pressione dell'olio | 20           |       |
| Rit | 4  | Michele Alboreto   | Tyrrell-Ford Cosworth    | 40   | Cambio              | 22           |       |
| Rit | 23 | Bruno Giacomelli   | Alfa Romeo               | 35   | Fuoco               | 16           |       |
| Rit | 6  | Héctor Rebaque     | Brabham-Ford Cosworth    | 32   | Frizione            | 15           |       |
| Rit | 30 | Siegfried Stohr    | Arrows-Ford Cosworth     | 27   | Surriscaldamento    | 24           |       |
| Rit | 15 | Alain Prost        | Renault                  | 26   | Sospensione         | 2            |       |
| Rit | 25 | Patrick Tambay     | Ligier-Matra             | 26   | Motore              | 17           |       |
| Rit | 12 | Nigel Mansell      | Lotus-Ford Cosworth      | 23   | Motore              | 11           |       |
| Rit | 27 | Gilles Villeneuve  | Ferrari                  | 11   | Incidente           | 3            |       |
| NP  | 33 | Marc Surer         | Theodore-Ford Cosworth   | 0    | Distributore        | 23           |       |
| NQ  | 3  | Eddie Cheever      | Tyrrell-Ford Cosworth    |      |                     |              |       |
| NQ  | 36 | Derek Warwick      | Toleman-Hart             |      |                     |              |       |
| NQ  | 35 | Brian Henton       | Toleman-Hart             |      |                     |              |       |
| NQ  | 31 | Beppe Gabbiani     | Osella-Ford Cosworth     |      |                     |              |       |
| NA  | 20 | Keke Rosberg       | Fittipaldi-Ford Cosworth |      |                     |              |       |
| NA  | 21 | Chico Serra        | Fittipaldi-Ford Cosworth |      |                     |              |       |

## Classifiche

### Piloti
| Pos. | Pilota            | Punti |
| ---- | ----------------- | ----- |
| 1    | Carlos Reutemann  | 45    |
| 2    | Nelson Piquet     | 39    |
| 3    | Jacques Laffite   | 34    |
| 4    | Alan Jones        | 27    |
| 5    | Gilles Villeneuve | 21    |
| 6    | John Watson       | 21    |
| 7    | Alain Prost       | 19    |
| 8    | René Arnoux       | 11    |
| 9    | Riccardo Patrese  | 10    |
| 10   | Eddie Cheever     | 10    |
| 11   | Héctor Rebaque    | 8     |
| 12   | Elio De Angelis   | 8     |
| 13   | Didier Pironi     | 7     |
| 14   | Nigel Mansell     | 5     |
| 15   | Marc Surer        | 4     |
| 16   | Mario Andretti    | 3     |
| 17   | Patrick Tambay    | 1     |
| =    | Andrea De Cesaris | 1     |
| =    | Slim Borgudd      | 1     |

### Costruttori
| Pos. | Team                   | Punti |
| ---- | ---------------------- | ----- |
| 1    | Williams-Ford Cosworth | 72    |
| 2    | Brabham-Ford Cosworth  | 47    |
| 3    | Ligier-Matra           | 34    |
| 4    | Renault                | 30    |
| 5    | Ferrari                | 28    |
| 6    | McLaren-Ford Cosworth  | 22    |
| 7    | Lotus-Ford Cosworth    | 13    |
| 8    | Arrows-Ford Cosworth   | 10    |
| 9    | Tyrrell-Ford Cosworth  | 10    |
| 10   | Ensign-Ford Cosworth   | 4     |
| 11   | Alfa Romeo             | 3     |
| 12   | Theodore-Ford Cosworth | 1     |
| =    | ATS-Ford Cosworth      | 1     |